# Benidorm
Benidorm (pronunciato [beniˈðɔɾm] in valenciano e [beniˈðoɾ] in spagnolo) è un comune spagnolo situato in Costa Blanca, nella comunità autonoma Valenciana, in provincia di Alicante.
Conosciuta come "la New York del Mediterraneo", Benidorm è la città con più grattacieli per abitanti del mondo, nonché la seconda città con più grattacieli per metro quadro, seconda solo a New York. Si tratta peraltro di una delle destinazioni turistiche più importanti e conosciute della Spagna e di tutto il Mediterraneo, grazie alle sue spiagge e alla sua vita notturna. Si stima che in estate la città arrivi ad ospitare circa 400.000 persone.
È, inoltre, la terza città di Spagna per numero di camere d'albergo dopo Madrid e Barcellona.

## Geografia e clima

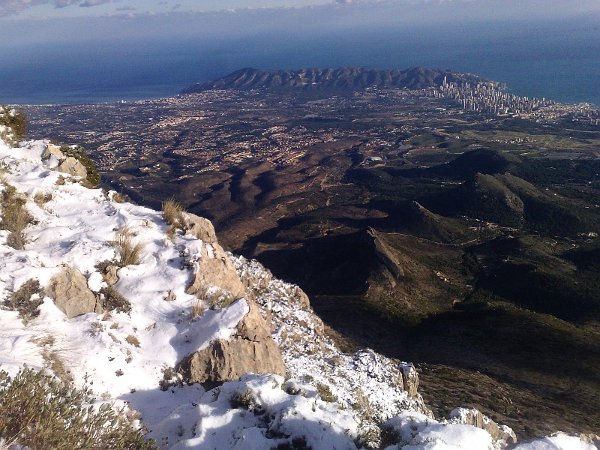
Vista della Sierra Helada e Benidorm dal Puig Campana.

Benidorm sorge al centro della comarca di Marina Baixa (o Marina Baja), di cui è diventata il centro più popoloso, ma non il capoluogo. Si trova a circa 35 km a nord di Alicante e 150 km a sud di Valencia.
Ha un clima mediterraneo di tipo quasi subtropicale, con inverni molto miti, esenti da gelate, ed estati calde. Scarse le precipitazioni, che ruotano generalmente attorno ai 350 mm annui.

## Storia
Il territorio dove sorge attualmente Benidorm era abitato dagli Iberi fin da epoca preromana e anche durante la dominazione romana, visigota e islamica era presente in zona, a giudicare dai reperti venuti alla luce, un modesto nucleo abitativo. Quando, attorno alla metà del XIII secolo, Giacomo I d'Aragona strappa il territorio ai Mori, non si fa tuttavia menzione di Benidorm che invece appare per la prima volta in un documento scritto nel 1325, allorquando l'ammiraglio Bernardo di Sarrià, signore del territorio, concede il titolo di villa (centro abitato di rango minore) a una borgata con quello stesso nome. La località seguirà le sorti della Corona d'Aragona prima e dello Stato spagnolo poi. Ancora agli inizi degli anni cinquanta del Novecento era un paese di pescatori ed artigiani di modeste dimensioni che non raggiungeva neppure i tremila abitanti. A partire dalla seconda metà di quello stesso decennio tuttavia, e ancor più negli anni sessanta, Benidorm ha avuto uno sviluppo turistico di eccezionali proporzioni e una espansione demografica sostenuta, che l'hanno portata a diventare, fin dagli anni ottanta del Novecento la seconda località più popolosa della costa alicantina, subito dopo il capoluogo provinciale.

## Popolazione ed evoluzione demografica
Come si è già avuto modo di indicare, nel giro di pochi decenni la città ha subito una trasformazione, sia sotto il profilo urbanistico che economico, radicale.
Nel 2016 contava circa 69.000 abitanti ed è, per strutture e numero di presenze, uno dei massimi poli turistici d'Europa.
| Evoluzione demografica di Benidorm | Evoluzione demografica di Benidorm | Evoluzione demografica di Benidorm | Evoluzione demografica di Benidorm | Evoluzione demografica di Benidorm | Evoluzione demografica di Benidorm | Evoluzione demografica di Benidorm | Evoluzione demografica di Benidorm | Evoluzione demografica di Benidorm | Evoluzione demografica di Benidorm |
|                                    | 1787                               | 1857                               | 1877                               | 1887                               | 1900                               | 1910                               | 1920                               | 1930                               | 1940                               |
| ---------------------------------- | ---------------------------------- | ---------------------------------- | ---------------------------------- | ---------------------------------- | ---------------------------------- | ---------------------------------- | ---------------------------------- | ---------------------------------- | ---------------------------------- |
| Popolazione                        | 2.526                              | 3.720                              | 2.905                              | 3.498                              | 3.417                              | 3.113                              | 2.976                              | 2.726                              | 2.955                              |
|                                    | 1950                               | 1960                               | 1970                               | 1981                               | 1991                               | 1996                               | 2001                               | 2006                               | 2015                               |
| Popolazione                        | 2.726                              | 6.259                              | 12.124                             | 25.544                             | 42.442                             | 50.040                             | 51.873                             | 67.627                             | 69.045                             |

## Monumenti e luoghi d'interesse
Nonostante la città sia fra le più moderne della Spagna, ospita ancora alcuni edifici e luoghi di interesse storico fra cui:
- Tossal de la Cala, antico abitato iberico sviluppatosi attorno al III secolo a.C. a breve distanza dall'attuale centro cittadino e utilizzato come centro situato Declarada Bien de Interés Cultural.
- El Mirador de la Punta del Canfali, belvedere situato in una piccola altura che divide le due grandi spiagge di Benidorm, quella di Ponente e di Levante e in cui sono ancora visibili i resti di una piccola fortezza edificata in tarda età medievale.
- Chiesa di San Giacomo e Sant'Anna (iglesia de san Jaime y Santa Ana), bell'edificio situato nella parte alta di ciò che resta del borgo antico e costruito fra il 1740 e il 1780.
- Isla de Benidorm (Isla de los Periodistas), una isola di forma triangolare chiamata L'Illa o Isla de los Periodistas. Una vista che incanta i visitatori che la possono vedere ogni giorno dalla città. Sono molte le storie mitologiche relazionare a questa isola e la sua origine è ricondotta al gigante Roldán. La leggenda narra che Roldán si innamorò di una bella dama che amò profondamente. La donna si ammalò e sembrava potesse sopravvivere solo grazie ai raggi del sole. Il gigante disperato colpì con forza la montagna del Puig Campana per consentire alla luce di illuminare per più tempo la sua mappa. Proprio un pezzo di questa montagna cadde in mare dando vita a L'Illa. Si narra che il corpo dell'amante del gigante venne poi trasportato dallo stesso per il suo riposo eterno proprio sull'isola.

## Accesso e trasporti

### Accesso alla città
I viaggiatori potranno accedere a Benidorm attraverso la strada N-332 o la autopista AP-7, che offre due uscite a Benidorm, quella de Poniente-Terra Mítica (65A) e quella de Levante (65) è inoltre possibile arrivarci utilizzando autobus interurbani provenienti da Alicante, Valencia, Madrid, Cantabria, País Vasco, Navarra, La Rioja, ecc. La stazione degli autobus è situata vicino all'uscita di Levante a Benidorm di fronte alla stazione dei pompieri, il palazzo di giustizia e il centro sportivo "Illa de Benidorm".
Esiste inoltre la possibilità di arrivare da Alicante o Denia, così come da altri villaggi situati in questa direzione attraverso l'utilizzo del treno, grazie al TRAM Metropolitano de Alicante, anticamente conosciuto come trenet de la Marina.

### Trasporto urbano
Per girare a Benidorm vengono utilizzati autobus o taxi. Il servizio di autobus cittadino è offerto dalla società Llorente Bus, conosciuta localmente come gua-gua, che permette di arrivare anche ai villaggi vicini come: Alfaz del Pi y el Albir, Altea, Finestrat, La Nucía, la cala de Finestrat, Villajoyosa e Castillo de Guadalest.

## Economia

### Turismo
È, insieme a Torremolinos il massimo centro turistico spagnolo e uno dei principali a livello europeo, anche grazie al suo ampio lungomare suddiviso in due zone (in catalano-valenciano): la Platja de Ponent ([ˈpladʒa de poˈnent], Spiaggia da Ponente) a ovest e la Platja de Llevant ([ˈpladʒa de ʎeˈvant], Spiaggia da Levante) a est.

### Eventi e attrazioni
Ogni estate, dal 1959 al 2006, la città ha celebrato il Festival Internacional de la Canción de Benidorm, un concorso di canzoni in cui celebrità internazionali o spagnole come Julio Iglesias, Raphael o il Dúo Dinámico sono diventati famosi.

Anche l'italiano Tony Dallara vinse un'edizione, quella del 1967. Dal 2022, il Festival, rinominato Benidorm Fest, è ritornato in una veste rinnovata, fungendo da selezione nazionale spagnola per Eurovision Song Contest.
Dal 2010, a luglio, Benidorm celebra un festival indie music, con gruppi musicali nazionali e internazionali, chiamato "Benidorm Low Cost Festival".
Nel 2011, Benidorm ha ospitato l'inizio del Giro di Spagna, La Vuelta a España [ˈbwelta a esˈpaɲa].
Benidorm vanta quattro parchi a tema per famiglie: Terra Mítica, che, per gli amanti delle montagne russe in legno (wooden coaster) è un luogo imperdibile, e altri come Aqualandia, Mundomar e il Bioparco Terra Natura si trovano nell'entroterra, ai piedi della montagna, sul lato Levante.

Nell'entroterra del lato Ponente sono presenti invece grandi aree con centri commerciali internazionali di ogni tipo.
Per il suo caratteristico lungomare di grattacieli, bar e locali notturni Benidorm è spesso set di film e spot pubblicitari. 
Si girano da anni gli episodi della serie TV chiamata Benidorm che va in onda su ITV (con replica su ITV2) nel Regno Unito. Gli attori protagonisti sono Steve Pemberton, Sheila Reid e il comico Johnny Vegas. La messa in onda della decima serie è iniziata a febbraio 2018.

## Sport
Nella città di Benidorm si è svolta la prova in linea dei Campionati del mondo di ciclismo su strada 1992 vinto da Gianni Bugno.

## Galleria d'immagini

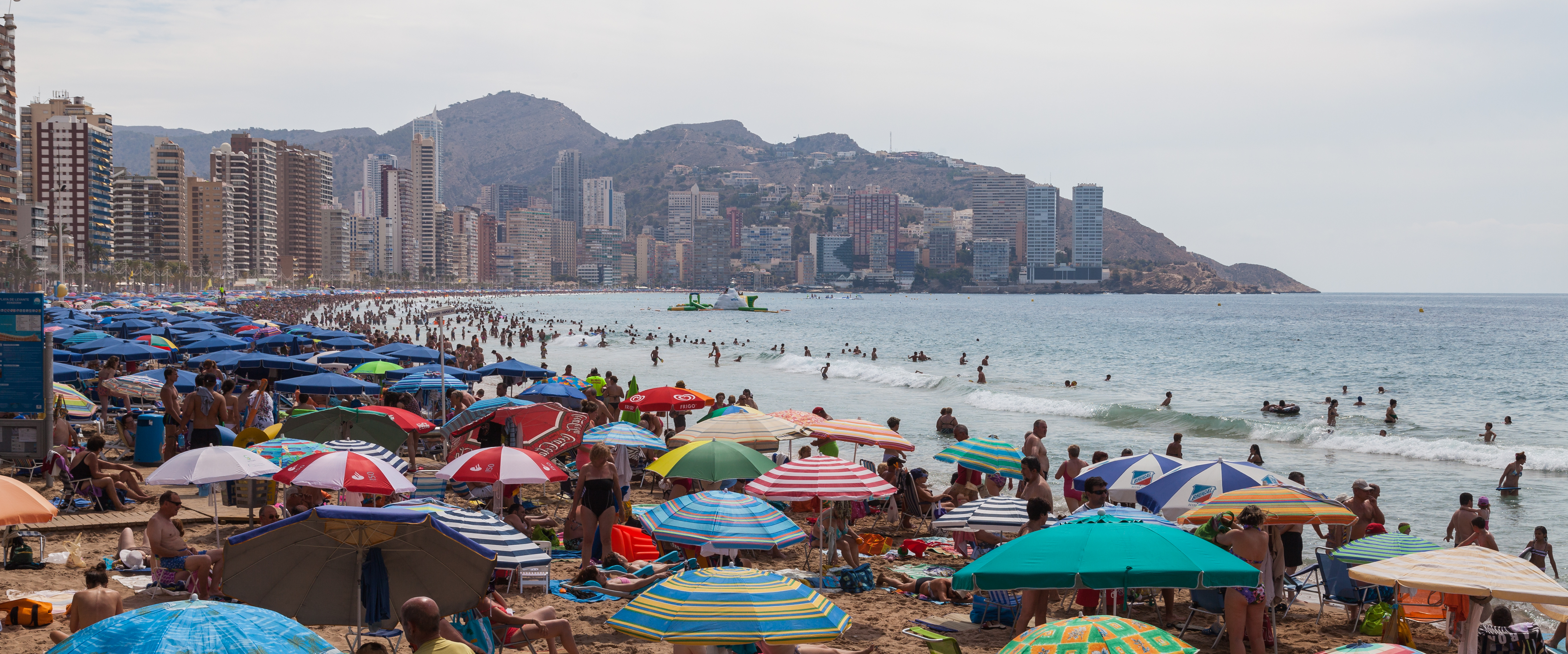
Vista dal mare la spiaggia di Levante di Benidorm
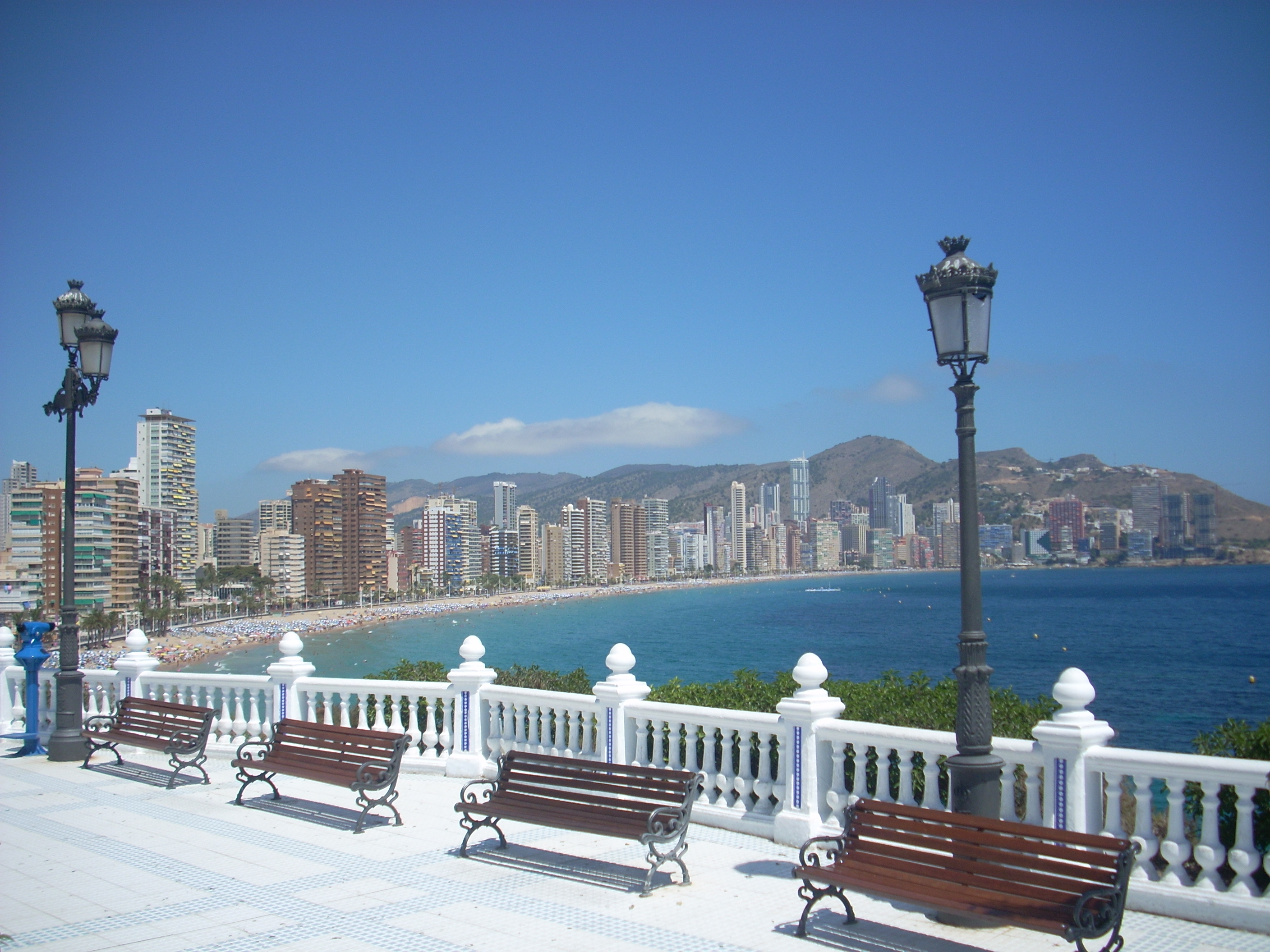
Una passeggiata a Benidorm
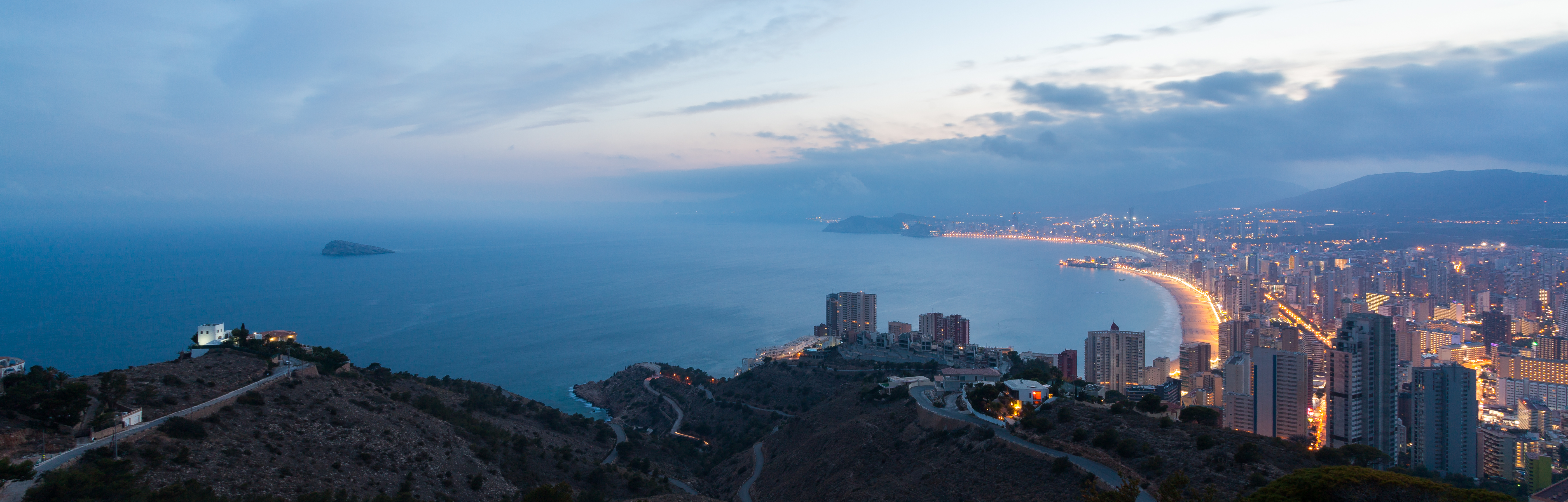
Vista notturna della città
Panorama
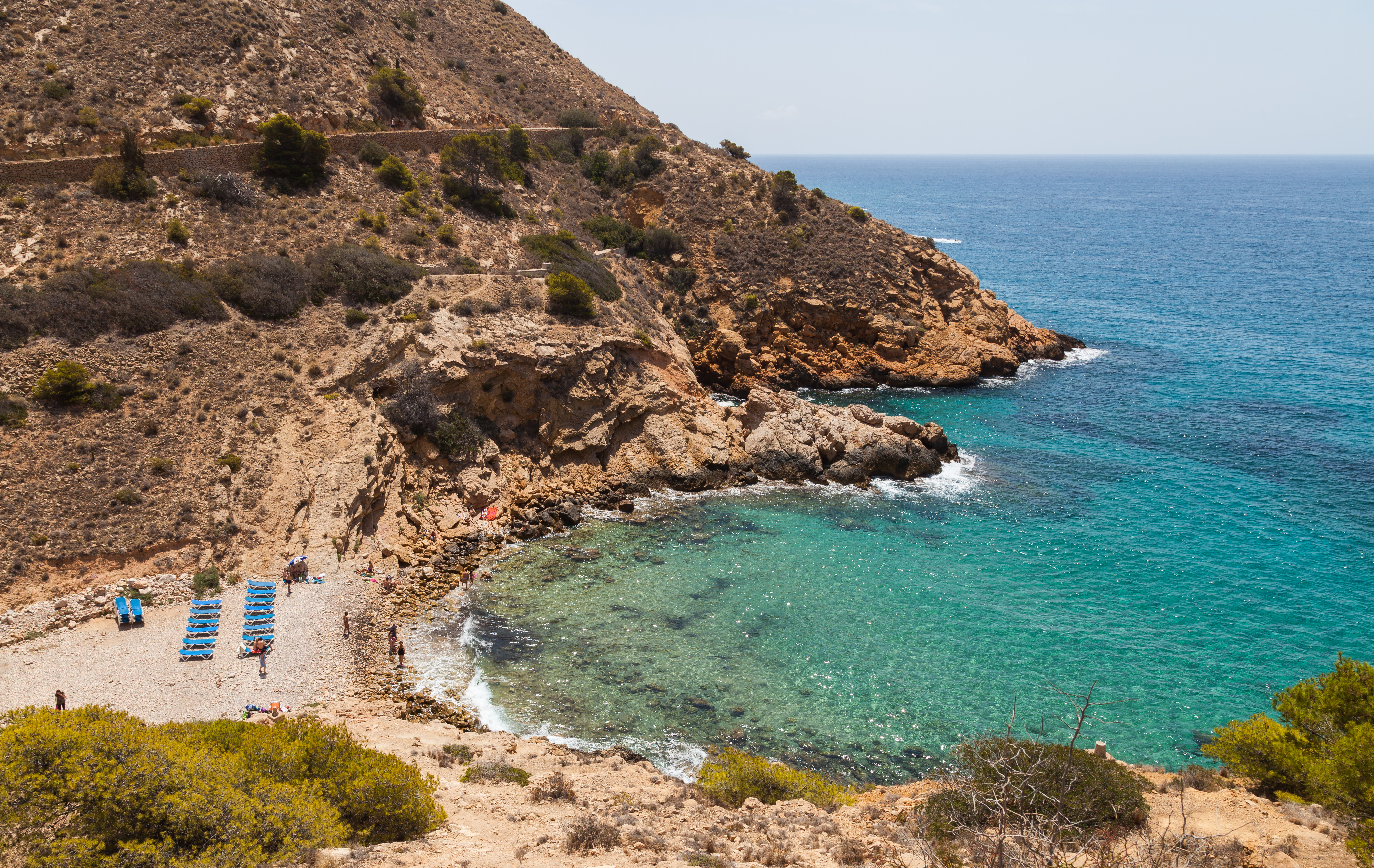
Spiagge Ximo
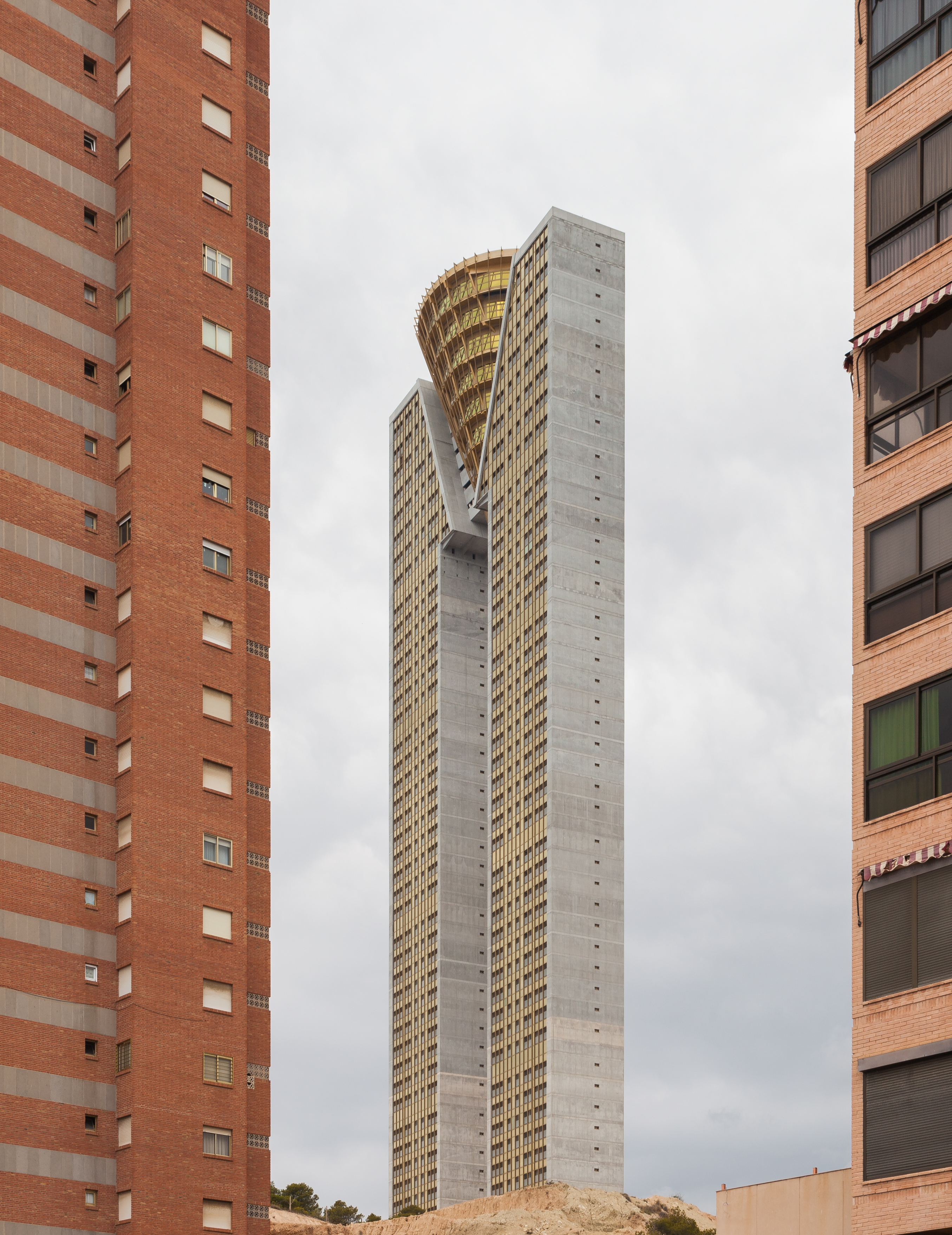
InTempo
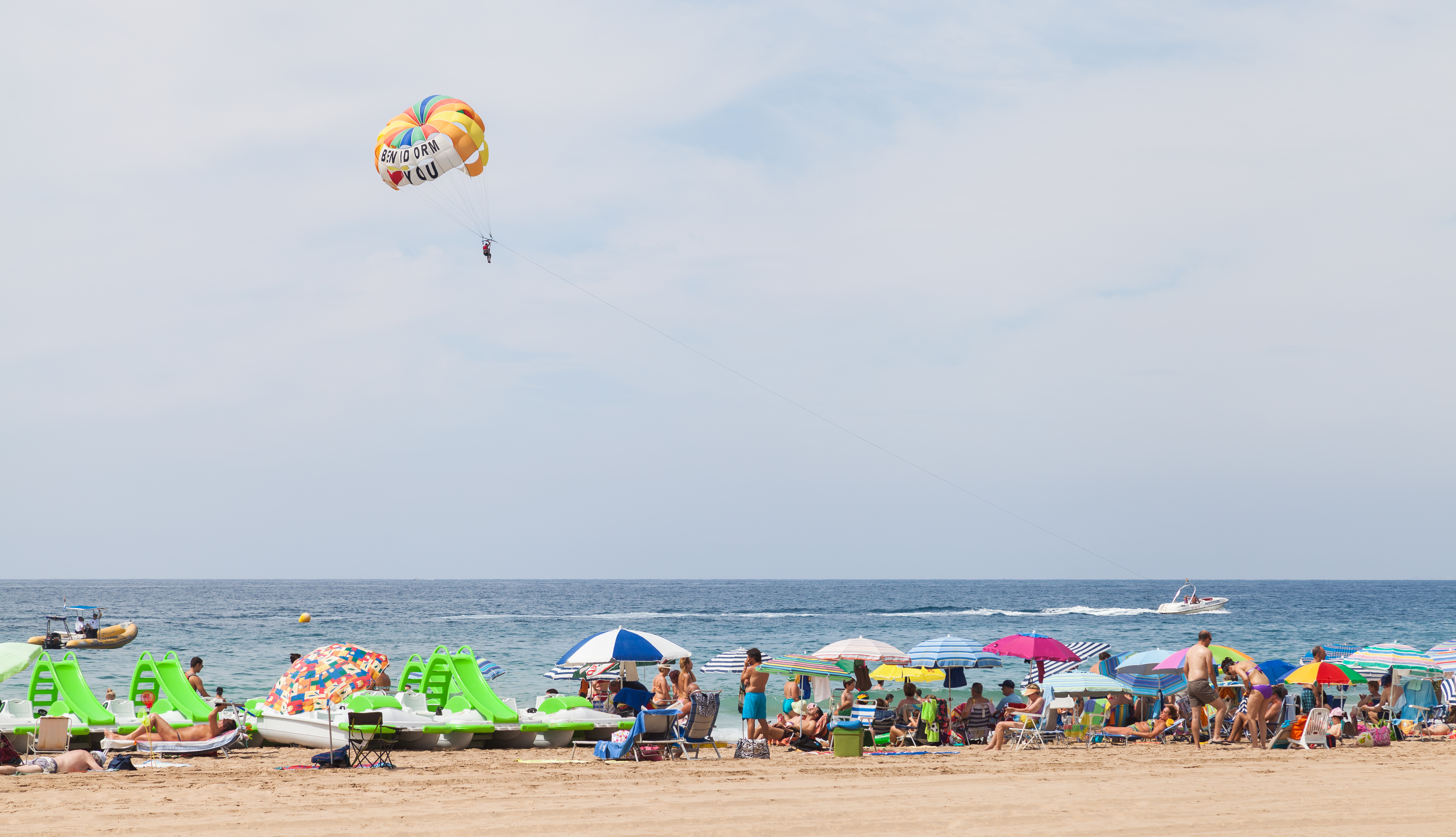
Le vaste spiagge di Benidorm
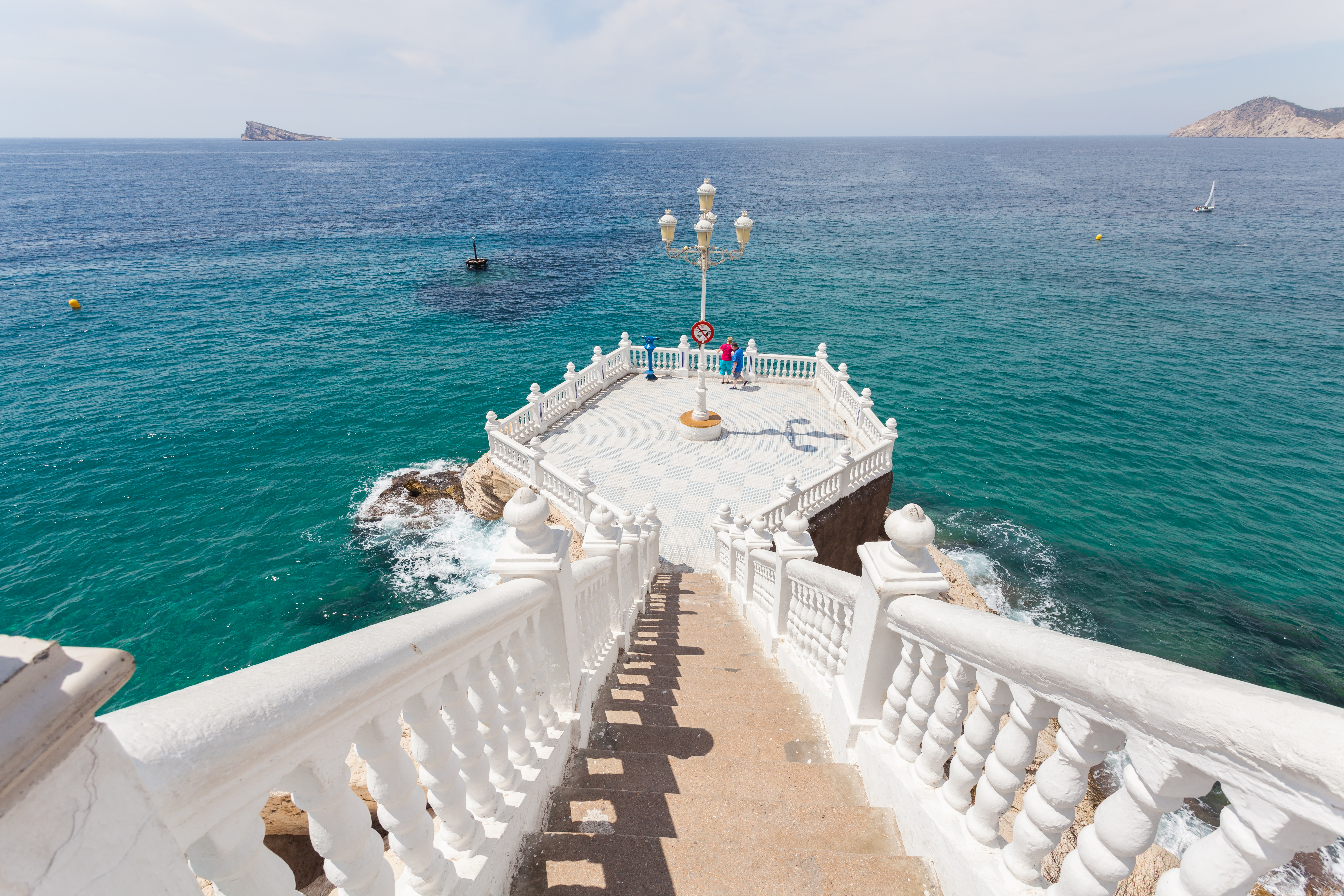
Balcón del Mediterráneo
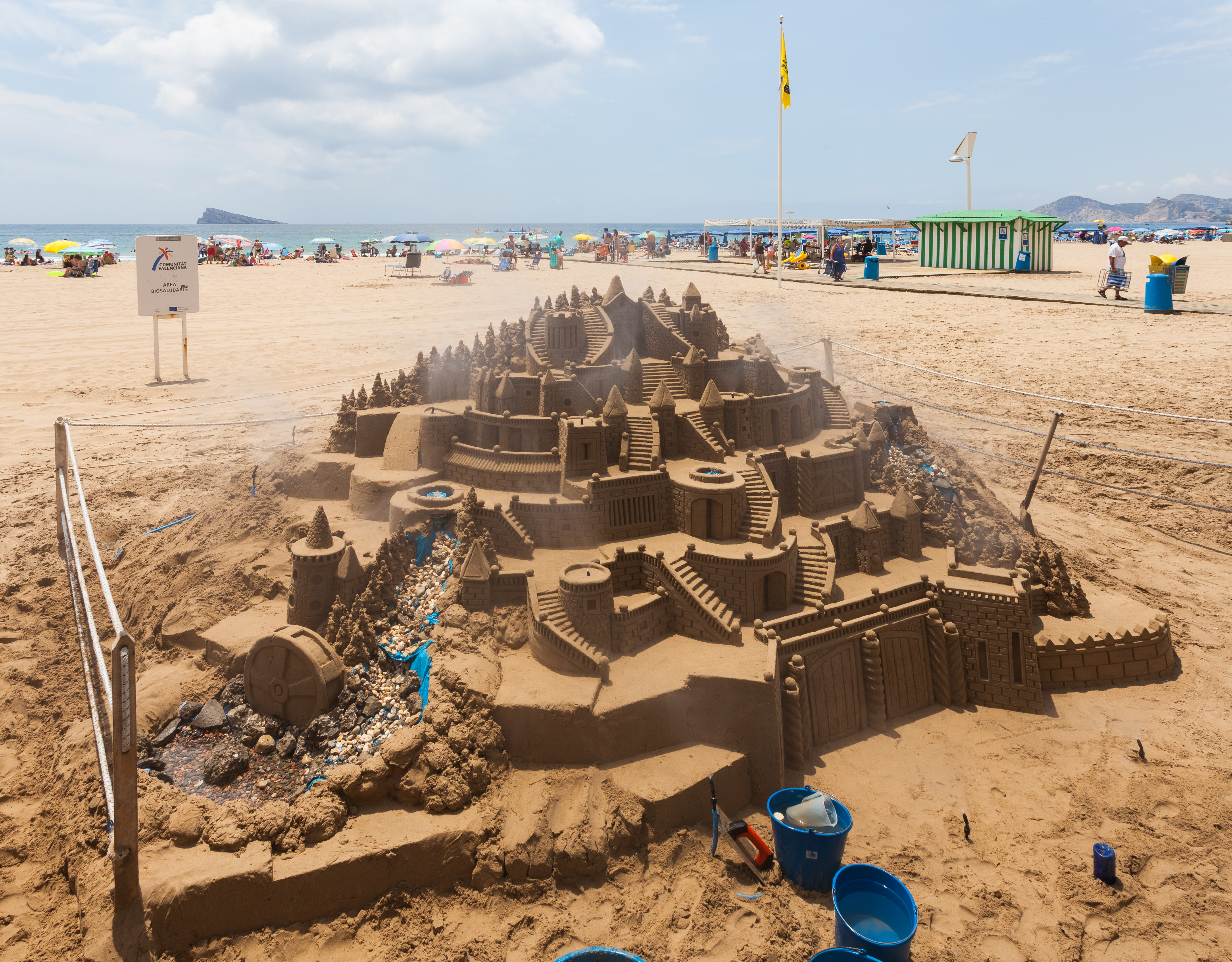
Castelli di sabbia
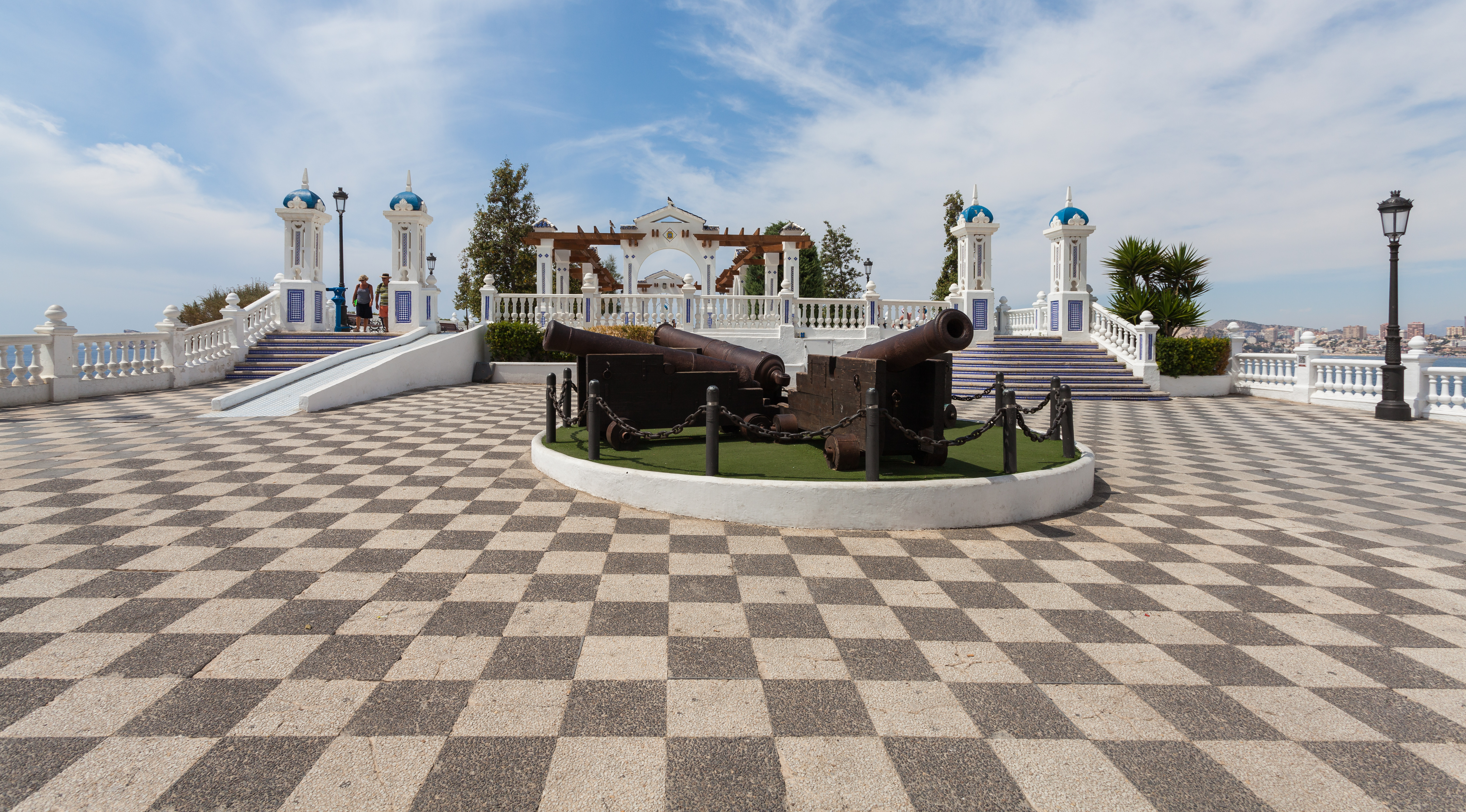
Lungomare